# Данилов, Николай Иванович
Николай Иванович Данилов (род. 26 февраля 1951) — российский военачальник, военный летчик, генерал-лейтенант. Заслуженный военный лётчик Российской Федерации.

## Биография
Родился 26 февраля 1951 года.
В 1968 году поступил в Ставропольское высшее военное авиационное училище летчиков и штурманов ПВО. После окончания училища с 1972 года служил в строевых авиационных частях ПВО на командных должностях. В 1983 году подполковник Данилов окончил Военно-воздушную академию имени Ю. А. Гагарина. Продолжал службу в авиационных частях ПВО на командных должностях. Окончил Военную академию Генерального штаба. В июне 2001 года был назначен на должность командующего 14-й армией Военно-воздушных сил и противовоздушной обороны.
Всего освоил более 10 типов самолётов, налетал свыше 2000 часов. Награждён орденами и медалями. Военный лётчик-снайпер. Заслуженный военный лётчик Российской Федерации.
После службы в армии занимал должность Руководителя Управления ФСТЭК России по Южному и Северо-Кавказскому федеральным округам.